# Portret mężczyzny (obraz El Greca z 1575)
Portret mężczyzny – obraz hiszpańskiego malarza pochodzenia greckiego Dominikosa Theotokopulosa, znanego jako El Greco. Sygnowany: DOMENIKOS THEOTOKOPOULOS EPOIEI.
Portret przedstawia mężczyznę opartego lewą ręką na starodruku leżącym na stole obok zatemperowanych ołówków. Prawą rękę ma nieco podniesioną do góry a dłoń ułożona jest w geście przypominającym mówcę tłumaczącego jakieś zagadnienie. Przez wielu historyków sportretowaną postać identyfikowano z włoskim architektem Andreą Palladim. Jednakże rysy twarzy nie są podobne do tych jakie znane są z innych portretów naukowca. Model niewątpliwie jest intelektualistą choć długi nos i ciemne spojrzenie mężczyzny wiązano z wizerunkiem rabina z ręką na Biblii przemawiającego do wiernych lub z żydowskim albo greckim uczonym rozstrzygającym trudny naukowy dylemat. Podobny układ ciała, ręka spoczywająca na księdze i gest dłoni El Greco powtórzył w portrecie Rodriga Fuenta w 1588 roku. W katalogach Gudiola i Wetheya portret przedstawia Giovanniego Battiste Porta i pod takim tytułem figuruje.